# Szilaspogony
Szilaspogony is een plaats (község) en gemeente in het Hongaarse comitaat Nógrád. Szilaspogony telt 401 inwoners (2001).